# Victoria Williams
Victoria Williams (23 de diciembre de 1958) es una cantautora norteamericana originaria de Shreveport, Luisiana, a pesar de que ha residido en California del sur durante su carrera musical. Es destacada por su descriptivo talento de autora, el cual ha utilizado para sumergir al oyente de sus canciones en un sentimiento vívido de la vida en una pequeña ciudad del sur rural. Sus canciones más conocidas incluyen "Crazy Mary" y "Century Plant". Ha encontrando inspiración en la naturaleza, ("Weeds", "Century Plant," "Why Look at the Moon" ), los objetos diarios ("Shoes," "Frying Pan") y lo oculto, como en "Espíritu Santo".

## Biografía
Williams nació en Shreveport, Luisiana.  En 1986 trabaja colaborando con su entonces marido Peter Case en su álbum de debut, siguiendo un año más tarde con su propio debut, Happy Come Home, producido por Anton Fier, publicado junto con un documental de 28 minutos de D. A. Pennebaker. En 1990 publica Swing the Statue. Por entonces también ha actúa y graba frecuentemente con la banda Giant Sand. En 1993 actúa en el conocido film de Gus Van Sant: Even Cowgirls Get the Blues, quién también hizo el vídeo para Tarbelly y Featherfoot.
En 1993, cuando su carrera empezaba a despuntar fue diagnosticada de esclerosis múltiple. Como no tenía seguro de salud, varios artistas, incluyendo Pearl Jam, Lou Reed, Maria McKee, Dave Pirner y Lucinda Williams grabaron algunas de las canciones de Williams en un CD para su beneficio que se llamó Sweet Relief: A Benefit for Victoria Williams. Esto condujo a la creación del Sweet Relief Musicians Fund, que ayuda a los músicos profesionales con necesidad de cuidados de salud. Ese año, Williams también publicó un álbum nuevo, titulado Loose. Un segundo álbum, interpretando las canciones de Vic Chesnutt, fue grabado para el Sweet Relief Musicians Fund en 1996 bajo el título Dulce Alivio II: Gravedad de la Situación y Williams actuó en dúo con Chesnutt en el álbum.
También ese año Williams apareció en Strong Hand of Love, un álbum de tributo al cantautor Mark Heard, quién había muerto en 1992. En diciembre participa en un concierto de Navidad con Jane Siberry, Holly Cole, Mary Margaret O'Hara y Rebecca Jenkins, retransmitido en CBC Radio en Canadá y en la Radio Pública Nacional en los Estados Unidos y posteriormente publicado en CD como Count Your Blessings.
En 1995, Williams publicó su primer álbum en vivo, This Moment in Toronto with the Band.  Williams acabó los 90 con una aparición en el álbum de Jim White Wrong Eyed Jesus (1997), un dúo con Robert Deeble ("Rock a Bye") en Days Like These (1997) y sus propios  álbumes de 1998  Musings of a Creekdipper seguido por Water to Drink en 2000. También apareció en la película Victoria Williams – Happy Come Home, por D. A. Pennebaker y Chris Hegedus.
Williams grabó "Since I've Laid My Burden Down" para el álbum de recopilación Avalon Blues: Un Tributo A Misisipi John Hurt en 2001. Ese año mismo su canción "You Are Loved" fue incluida en The Oxford American Southern Music CD #5 .
En 2002 edita un álbum de estándares, grabado durante las sesiones para sus primeros registros. "Sings Some Ol' Songs" incluye clásicas como "Somewhere Over the Rainbow", "My Funny Valentine" y "Moon River". Ese año Williams fue también juez en los 2nd Annual Independent Music Awards, creados para apoyar a artistas independientes.
Durante su matrimonio con el miembro de Jayhawk, Mark Olson, la pareja ha grabado y actuado juntos como The Original Harmony Ridge Creekdippers y Mark Olson y los Creekdippers han publicado un total de siete álbumes y uno más de recopilación. "Miss Williams' Guitar", una canción de 1995 del álbum Mañana la Hierba Verde de los Jayhawks, fue escrita para ella por Olson y Gary Louris. Olson y Williams se divorciaron en 2006, lo cual también llevó a la disolución de su sociedad musical.
En 2006, actúa en el álbum de su amigo de Creekdipper David Wolfenberger, Portrait of Narcissus e incluso pintó el retrato de Wolfenberger presentado en la cubierta. En aquel mismo año también apareció como vocalista invitada en Modern Folk and Blues Wednesday, el primer álbum en solitario de Bob Forrest de Thelonious Monster.
Williams también toca en una banda llamada The Thriftstore Allstars, un grupo de músicos que tocan regularmente en Joshua Tree, California.
En 2006 Victoria era clasificada en el puesto 89 en la revista Paste en el Top 100 de Compositores Vivientes. La descripción de la clasificación declaró: "La música de Victoria Williams pinta impresionistas retratos personales de la naturaleza ("Century Plant"), de lo espiritual ("Espíritu Santo") y del folk ("Crazy Mary"). Sus canciones—con el distintivo de su vibrato— son una inmersión fuerte en las paletas musicales country, folk, rock, gospel y jazz. A pesar de que su álbum de debut, Happy Come Home fue publicado en 1987, Williams fue pasada por alto hasta que artistas como Soul Asylum y Pearl Jam grabaron sus temas en 1993 en el CD Sweet Relief tribute/benefit, el cual la ayudó a pagar las facturas médicas en su batalla contra esclerosis múltiple."
En 2007 hizo numerosas actuaciones con M. Ward y presentó la pista "Bottom Dólar" en el álbum de Christopher Rees, Cautionary Tales (2007).
En 2009 Williams comenzó el registro de un álbum nuevo de material original en Tucson con Isobel Campbell como productora. En mayo de 2009 Williams y Olson se reunieron con su amigo de Creekdipper Mike Russell para la performance de inauguración de una exposición en la True World Gallery, en Joshua Tree, California. En julio de 2009 Williams se embarcó en una gira por Australia y Nueva Zelanda con Vic Chesnutt, pero este murió de una sobredosis de relajantes musculares el 25 de diciembre de 2009. A finales de 2010 visita España y Suiza con Simone White y a finales de 2011 Williams regresó al estudio para grabar un tema para el álbum Heart Like Feathers de Robert Deeble qué fue publicado en febrero de 2012.

## Discografía

### Álbumes en solitario
- Happy Come Home (1987)
- Swing the Statue! (1990)
- Loose (1994)
- This Moment: In Toronto with the Loose Band (1995)
- Musings of a Creek Dipper (1998)
- Water to Drink (2000)
- Sings Some Ol' Songs (2002)

### Álbumes de tributo o beneficio
- Sweet Relief: A Benefit for Victoria Williams (1993, Thirsty Ear)

### Otras grabaciones
- Peter Case by Peter Case (1986)
- "Don't Let It Bring You Down" on the 1989 album The Bridge: A Tribute to Neil Young
- Ramp by Giant Sand (1992)
- Kindness of the World by Joe Henry (1993)
- Orphans and Angels by Julie Miller
- "The Puppy Song" for the 1995 Harry Nilsson tribute album For the Love of Harry: Everybody Sings Nilsson
- Tomorrow the Green Grass by The Jayhawks (1995)
- Sweet Relief II: Gravity of the Situation (1996) — duet with Vic Chesnutt on "God Is Good"
- Wrong Eyed Jesus by Jim White (1997)
- "Rock A Bye" by Robert Deeble (1997) duet from the album Days Like These
- Earthside Down by Robert Deeble (1998) backing vocals
- "Early" by Greg Brown (2002) from Going Driftless: An Artist's Tribute to Greg Brown
- "Songs for Oxygen" by Kevin Stetz (2005)
- Do Your Thing by Papa Mali (2007)
- Bottom Dollar by Christopher Rees (2007)
- "Highway 62 Love songs" compilation (2011)
- Leaving Me Dry by Natalie D-Napoleon (2012)
- Heart Like Feathers by Robert Deeble (2012)